# Шкарівське поселення
Шкарівське поселення — археологічне поселення належить до середнього періоду трипільської культури, виявлене у 1967—1973 роках біля села Шкарівки, Білоцерківського району, Київської області. 

## Опис
Відкрито залишки житлових споруд з купольними печами, лежанками, культовими об'єктами: храм з вівтарями та священним вогнем. Шкарівське поселення походить з кінця 4 — початку З тисячоліття до нашої ери.